# Горсенс (футбольний клуб)
«Го́рсенс» — данський футбольний клуб з однойменного міста. Заснований 1994 року.

## Досягнення
- Кубок Данії
  - Фіналіст (1): 2011-12